# Ellen Benediktson
Ellen Benediktson (Malmö, 25 aprile 1995) è una cantante svedese.

## Carriera
Inizia la sua carriera come corista per la canzone L'enfer et moi di Amandine Bourgeois, che ha rappresentato la Francia all'Eurovision Song Contest 2013.
L'anno successivo partecipa al Melodifestivalen con la canzone Songbird, piazzandosi seconda nella semifinale e settima in finale.
Nel 2014 esce la canzone When the Sun Comes Up, parte di un album scritto per sostenere la causa di Iniziativa Femminista.
Nel 2015 partecipa nuovamente al Melodifestivalen con il singolo Insomnia, scritto da lei stessa e da Anders Wrethov, piazzandosi quinta nella semifinale.

## Discografia

### Singoli
- 2014 - Songbird
- 2014 - When the Sun Comes Up
- 2015 - Insomnia
- 2016 - Save a Little Love
- 2017 - Body Shots
- 2020 - Surface (con Simon Peyron)